# Boboșevo (sit SPA)
Boboșevo este o arie protejată (arie de protecție specială avifaunistică — SPA) din Bulgaria întinsă pe o suprafață de 4.835,2 ha, integral pe uscat.

## Localizare
Centrul sitului Boboșevo este situat la coordonatele 42°06′49″N 22°59′32″E / 42.113611°N 22.992222°E.

## Înființare
Situl Boboșevo a fost declarat arie de protecție specială avifaunistică în martie 2007 pentru a proteja 10 specii de animale.

## Biodiversitate
Situată în ecoregiunea continentală, aria protejată nu include niciun habitat protejat.
La baza desemnării sitului se află mai multe specii protejate de  păsări (10): potârnichea de stâncă (Alectoris graeca graeca), acvilă de munte (Aquila chrysaetos), șorecarul comun (Buteo buteo), cristeiul de câmp (Crex crex), ciocănitoare de grădină (Dendrocopos syriacus), presură de grădină (Emberiza hortulana), șoim dunărean (Falco cherrug), șoim călător (Falco peregrinus), sfrâncioc roșiatic (Lanius collurio), viespar (Pernis apivorus)
Pe lângă speciile protejate, pe teritoriul sitului au mai fost identificate 11 specii de păsări.